# 机动战士
機動戰士（英語：Mobile Suit，日文的モビルスーツ，简称MS）是日本動畫《機動戰士高達》系列當中登場的虛構兵器，是一種人形機械，在絕大部分的場合是指載人操作的人型機動兵器。
而機動戰士并不是經典意義的機器人，即不表現出有智慧或意識等精神或心理活動，并且一般有人駕駛的。
所以機體本身有些像鐵甲萬能俠，可以當作超級系機器人看待。但配合背景故事整體給觀眾更加平實的感覺，其中一個原因是在故事世界觀中可以大量生產的人形戰術武器或機動兵器，在一個相對遠離現在的未來發生，所以部分觀眾和機戰遊戲稱為寫實機器人。
不像早期的機器人動畫主角機器人，只是個別制造的戰略武器（鐵人28號等）或科研工具（三一萬能俠等），并用近未來或架空的現代做故事的背景。
在故事在戰鬥用的機動戰士出現前，便有類似的非戰鬥用機器人，而按故事不同使用不同的稱呼，如作業用MS、民用MS、機動工兵等，其數量甚至多於戰鬥的機動戰士。
而稱機動戰士漢字是作為動畫的標題，有像傳統的超級機器人威猛形象的一面，和對白中較像技術說明的片假名的モビルスーツ(mobile suit)，混合使用的意義存在。即前者等於戰鬥用的機體，後者包含了無武裝的機體在內。機動戰士的平假名寫成「きどうせんし」在機器翻譯常是孩子的意思。
“Mobile Suit”本詞的語源一般相信是出自羅伯特·海因萊茵的《星艦戰將》（Starship Troopers）一書中的地球联邦（Terran Federation）主力陆战军种“機動步兵”（Mobile Infantry）和其单兵装备的“动力战服”（Powered Suit）。另外在高达的世界裏面，除了“mobile suit”以外，還有一種普通人员在宇宙中穿著的“normal suit”（标准服），後者並非机械外骨骼而是太空服的一種。
無人駕駛的機動戰士只在一部分作品活躍，如高達W、X、G-SAVIOUR、水星的魔女等，而且形象較負面。但其實本來原祖高達便擁有這自動駕駛的機能，并在最後的戰鬥中和敵人首領機自護號打成平手。而無人機動装甲後成為鐵血孤兒前史最黑暗一頁。

## 宇宙世紀
在宇宙世紀作品中，機動戰士是宇宙汎用戰術機械（Mobile Space Utility Instrument Tactical）的意思。雖然此一用法現在為官方所承認及使用，但最初卻是由半官方半同人的書籍「Gundam Century」反拆出來的全寫。
在宇宙世紀的世界觀中，主要有兩種科技導致機動戰士的設計及生產：第一種為AMBAC技術（Active Mass Balance Auto Control，主動式質量平衡自動控制技術）；第二種則為米諾夫斯基粒子。最初期的AMBAC技術測試機體ZI-XA1（此機雖為機動戰士概念機，一般都不被認為是機動戰士）只有兩肢，後來則發展為四肢，在此一系統的幫助下，在宇宙無重力的環境中，只需要利用揮動四肢時所產生的反作用力，就能夠在幾乎不需要使用推進劑的情況之下修正機體方位。而米諾夫斯基粒子則使得核聚变發電爐能夠大幅地小型化，提供了近乎無限的動力給予機動戰士此類小型機體。而且米諾夫斯基粒子能夠隔絕紅外線或波長在其之上的電磁波（電波和微波），亦能夠霧化戰場（一定程度阻隔可見光），使雷達等傳統長距離索敵方式變得無效。再加上米諾夫斯基粒子帶有強大的電荷，所以亦會破壞沒有受到保護的電子零件。它除了導致雷達導引飛彈無法使用外，就連紅外線導引飛彈或雷射導引飛彈等亦因保護方法太過昂貴而難以大量使用。而在沒有雷達的輔助下，瞄準方式更退化到近乎二戰時代的技術。所以令原本長距離的宇宙戰變成必需以近距離可見光感應器為主的目視戰。這使得宇宙戰的戰術有了革命性的改變。因為利用主動式質量平衡自動控制技術的機體在宇宙中能發揮出遠比舊時代的宇宙戰機為長的作戰時間，運動性方面亦能保持一定水平，使原本堅持大艦巨砲主義的地球聯邦軍艦隊不能再保持火力優勢。
在經過ZI-XA1與MIP社的MIP-X1（機動堡壘概念機）的競標之後，雖然MIP-X1在大量姿態控制噴嘴的運作下有著過人的運動性，但是在需要大量使用推進劑的情況下，續戰時間亦少於十分鐘。這並不能達到當時ZEON所要求的宇宙中獨力作戰機動兵器要求，反而選擇了運動性和機動性沒有那麼出眾，但是因為使用主動式質量平衡自動控制技術系統而使用較少量推進劑使得續戰時間較長的ZI-XA1。但它們還未能被稱為機動戰士，因為它們只是宇宙小艇加裝了兩隻手臂。
繼ZI-XA1的宇宙主動式質量平衡自動控制技術測試之後，Zeonic社製作了ZI-XA2用以測試機體雙足在接近地面環境的移動能力。此機體沒有裝備雙手，而只有加裝維持平衡度的模擬臂。在此之後ZI-XA2經過數次改良，Zeonic社終於在UC0073時完成了三號測試機ZI-XA3。這是第一部完全人型的測試機體，後更名為MS-01，是為第一部機動戰士。此名稱亦在後來沿用成為所有類似的人型載具的統稱。在經過MS-01、02和03的測試之後，為了改良能量不足等問題而生產了核融爐搭載型的MS-04，實現了同時能在宇宙和地球重力環境下使用機動兵器的概念，可惜在價錢上還是過於昂貴而未能量產，在重新檢討量產性之下，大量減輕裝甲，使用可產生能量較低的核融爐，感應裝置性能亦下調，而生產出最早的量產型機動戰士MS-05 ZAKU I。
而最為出名的機動戰士則為一年战争時（機動戰士GUNDAM）中由阿姆羅·雷駕駛的RX-78-2 GUNDAM。在宇宙世紀中，“高達”一詞深入民心，在戰場上有如鬼神般的存在。使得其設計一直被改良，外觀亦一再被參考沿用，做成宇宙世紀各時代中，大都有稱為高達的機體出現。而就原作者富野喜幸的說法，只要有雙眼，有雙角，人們就會把它當為是高達。雖然高達並不一定是當代最強性能的機體，但是往往因為其測試機的性質，機體保養良好，而能讓駕駛員發揮出最佳的性能。所以才會一直有高達傳說的存在。聯邦的量產型機體GM，就是Gundam Mass-production的簡稱，只是頭部外觀不同。雖然一年戰爭後期部分設定中，帳面性能上的確是GM性能比高達為高，但是駕駛員的心理因素卻可以做成很大的戰果差別。
機動戰士外觀設計主要分為此兩類別：（實際上應為三類別）聯邦的眼罩系（另有測試機的高達式雙眼系）；以及吉恩的獨眼系。這主要是因為機體所使用的機動兵器感應裝置有所不同而使得頭部有所不同。一般來說，獨眼系的機動戰士都有較為圓滑的線條，設計上亦比較接近軍事用途的機體。眼罩系及雙眼系的機體，則比較有種英雄式的設計。這主要是設計方式的不同所致。吉恩方的設計師主要是先設計外裝甲，然後再在裏面設計怎麼放置內部零件。而聯邦方面，則主要設計內部骨架，再設計怎麼放置零件，最後才加上裝甲。而聯邦的設計方式，之後亦發展出可動骨架。

### 機動戰士的黎明期
宇宙世紀0073年，決意與聯邦軍一戰的吉恩軍開始秘密地研發人型機動兵器，以求可以擁有足以壓倒聯邦質量的宇宙艦隊。歷經MS-01以後的歷次改良，發展出MS-05與MS-06並開始成為實戰配備，大量參與一年战争初期的各項戰役。聯邦的宇宙艦隊在如此新型的戰爭之下，兵敗如山倒，進而促使聯邦軍總司令雷比爾將軍急速推動V作戰以求平衡戰力差距。作為V作戰成果的RX系列三機當中則以RX-78高達的戰果最為輝煌。因此聯邦將其投入量產而形成以各種GM系機動戰士為主體的新戰力。
自從機動戰士取代飛機，艦船與戰車等等而成為主力兵器之後，機動戰士的時代就開始了，而機動戰士的歷史大致可分為以下幾個世代：

### 第一世代機動戰士
主要指機動戰士GUNDAM及其外傳作品群，至機動戰士高達0083 STARDUST MEMORY的時代為止的機動戰士。由ZEON公國軍所開發的MS-05為首，幾乎全部都使用單框架或半單框架構造。（框架為航空業用語，指骨架表面加以蒙皮的建造方式。）後者是把前者的結構作出區塊分隔，使得各裝甲板可以獨立取下更換，以求取得更高的整備性，不過這也造成呆重的增加。在一年战争終戰為止幾乎全部的機動戰士以及迪拉茲紛爭當中所出現的大部分機動戰士皆屬此類。並且成為今後機動戰士的基礎。由於機動戰士作為兵器登場的歷史不長，所以出現了各種型態的嘗試，包括後方支援射擊用的加農砲搭載型，以及在水中進行戰鬥的型號等等。隨著技術的進步和作戰方式的改變，此類特殊用途的機動戰士便慢慢消失。(停止了發展，作為局地戰配置在地球各地）
之後有第一點五代首先在Z GUNDAM中現身作為背景的舊機改良而存在，但實際當正在機動戰士Gundam GQuuuuuuX和机动战士GUNDAM Thunderbolt，而其設計也相對於0083或Z GUNDAM奇葩的，但不失為吸引新觀眾的設計。

### 第二世代機動戰士
主要指機動戰士Z GUNDAM、機動戰士GUNDAM ZZ、逆襲的夏亞當中所登場的各式機動戰士（RGM-179、RMS-106等）。
此一世代機動戰士的特徵為使用全天周螢幕·線性座席（球體駕駛艙），導入可動骨架及以Gundarium γ合金作為裝甲材質，但也有特殊机体如杰刚虽被归类第二世代但使用的是陶瓷复合装甲。另外反應爐小型化與產出能量上升，亦使得此一世代機動戰士大都能夠使用光束兵器。機體的設計也著重於提高運動性以便迴避光束武器的直擊，對於防護面的降低則以抗光束塗層加以補強。在一年戰爭之後開發，由U.C.0087格里布斯冲突至U.C.0093第二次新吉翁抗爭為止的量產機，大都是這種機動戰士。

### 第三世代機動戰士
將第二世代機動戰士加上變形機構後所形成的可變形機動戰士歸屬於此類。從格里布斯戰爭到第一次新吉翁抗爭當中，參戰各方都投入許多種試驗機。但是由於生產成本的高漲以及複雜化的機體構造所伴隨的整備難度增加，只有少部分機體被採用為主力量產機，例如出現在小說《高达前哨戰：愛莉絲的懺悔》（高橋昌也原著，尖端出版社發行）中的「Z-Plus GUNDAM」即是「Z GUNDAM」的量產型。

### 第四世代機動戰士
一般認為，在搭載精神傳导系統（Psycommu）的新人類專用機上加上強力的反應爐與光束砲所形成的機動戰士歸屬於此類，而裝有生物感應器或線導砲台等簡易型精神傳動系統，或類似精神傳動系統的兵器之機動戰士也歸於此類。在培曾叛亂事件與第二次新吉翁抗爭當中曾將試驗機投入實戰。另外也有一類說法認為只要是裝備有高出力米加粒子砲的超大型機動戰士就算是第四世代。但是從整個作品當中的狀況來看，被量產的新人類專用機體幾乎可說是沒有。因此要獨立形成一個世代其實有點牽強。如果不認為RX-93等新人類專用機為第四世代的場合，通常被分類為第二世代。

### 第五世代機動戰士
在最新的基連之野望Axis之脅威V中的分類法中，把閃光之哈薩威中能使用米諾夫斯基飄浮器和類似光束盾的功能在大氣圈中作出超音速飛行的機體，被分類為第五世代。

### 第二期機動戰士
主要是指機動戰士GUNDAM F91與機動戰士海盜GUNDAM和機動戰士V GUNDAM當中登場的世代。
在宇宙世紀0110年代，有感於之前各世代機動戰士由於出力不足，在反覆追求性能下，使得機體一再大型化、複雜化、昂貴化，因此產生了回歸原點重新檢討的風潮。與當時市場主力的亞納海姆電子處於對立地位的聯邦海軍戰略研究所（SNRI）發展出稱為F90的小型機動戰士，並且在次世代主力機動戰士的競標當中擊敗亞納海姆推出的MSA-0120而當選。與第三、四世代已經超越二十米的機動戰士相比，第二期機動戰士利用開放式核融爐的設計，使得其大小縮減至約只有十六米。在此之前的機動戰士被定位為第一期。第二期的由於技術上的演進，搭載了更高動力輸出的反應爐，並且廣泛配備光束盾牌，也具備單機長時間飛行的能力。另外在這種小體積中也出現了搭載I力場產生裝置或者攜帶高能量武器的機種。

### 其後的有人機動兵器
在這之後的U.C.0120年代，至少到0150年代為止都使用第二期機動戰士為主力。
而在描寫更後面的時代（UC0200之後）的小說：GAIA GEAR當中，出現了取代機動戰士的機動兵器「MM」（Man Machine），並且再度回到了20～24公尺的高度。
在UC223年宇宙世紀的結局編G-Saviour時代，普遍使用無人的機動戰士「MW」(Moblie Weapon)代替有人機。

## 未來世紀
在1994年播出的機動武鬥傳G GUNDAM中，機動戰士（Mobile SUIT）是各國家防衛軍力所使用的兵器，當中機動鬥士（Mobile Fighter）是用作代替國家間的全面戰爭，並代表各宇宙殖民地國家參加「GUNDAM武鬥會」的菁英機體。機體駕駛艙內沒有座椅，駕駛員身穿的感應服能捕捉駕駛員的動作，使機體完全按照其動作而行動，而機體所受之損傷會轉化成痛覺反饋到駕駛員身上。
未來世紀設定中有一種稱為「DG細胞」的納米機械，能使機動戰士受損部分於短時間內再生，第一台擁有此細胞的惡魔GUNDAM因而能像生物一樣進行自我再生，繁殖及進化。

## 後殖民紀元
1995年所播映的新機動戰記GUNDAM W當中的機動戰士全稱為Manipulative Order Build and Industrial Labors Extended Suit，意即「建設與工業勞動用有腕擴充（宇宙）服」，以取代既存兵器。於後殖民紀元的世界觀當中，雷達技術是處於發展中的狀態。
當中有一系無人駕駛式機動戰士被植入電腦程式，從而使機體能自動進行敵我識別與攻擊等操作，被稱為機動人偶（Mobile Doll，為MOBILE Direct Opertional Leaded Labor之縮寫）。
在GUNDAMW的世界中最早出現的實戰型機動戰士為建於後殖民紀元175年（A.C. 175）之OZ-00MS托爾吉斯（Tallgeese），但因造價昂貴及其過強的加速G力而不適合量產，因此設計被簡化而成為OZ-06MS里奧／獅子座（Leo）。負責設計托爾吉斯的五位科學家其後於殖民地以此機為基礎設計出第一台被稱為GUNDAM的機動戰士－XXXG-00W0飛翼GUNDAM零式（Wing Gundam Zero）。由於五位科學家認為要取得和平並不需要如此強大的力量，因此五人各取得一份設計圖副本後分別到不同的殖民地，各自設計五台不同性能與外觀的GUNDAM。

## 後戰爭紀元
在機動新世紀GUNDAM X當中機動戰士的登場原因並沒有特別的描寫，一般認為與宇宙世紀作品相當類似
在第七次宇宙戰爭當中，因為大規模投落宇宙殖民地而導致地球壞滅的「後戰爭世界（A.W）」當中，位於地球上的舊聯邦軍和宇宙革命軍雙方都保有多數的殘留機動戰士，除了將機動戰士作為物資來交易以外，也有搭乘機動戰士作為武器人們以傭兵集團的形式存在，並且以得到雙方勢力保有的機動戰士為目標。在這當中也有類似盜賊的人物，使得機動戰士駕駛員整體的社會評價相當的低落。
稱為G-Bit的無人機動戰士活躍，通常是由高達率領戰鬥，亦有直接在艦上或固定基地上使用的，有別於GW或G-Savoiur的無人機動戰士，是新類型人專用的設計。

## 正曆
在「∀GUNDAM」的正曆世界當中因為經歷過大戰外，更深刻地球居民祖先害怕了早年被離開太陽系的新人類挑戰，放棄了太空旅行的技術使用合環保的傳統機械生活，機動戰士是被埋在山上的遺跡裡，所謂黑歷史的遺產。在地球上居住的人們將機動戰士稱為「機械人偶」。
地球居民過去由於「月光蝶」系統(納米機械似乎是從魔鬼高達的細胞發展的)的啟動而使得文明毀滅，而在故事中被月球上仍保有先進科技的居民強行殖民進入的時點上只有現實世界20世紀初期的科技水準。面對運用機動戰士的月球居民唯一可以對抗的手段就是使用這些被封印的機械人偶。

## 宇宙紀元
在機動戰士GUNDAM SEED與後續的機動戰士GUNDAM SEED DESTINY的舞台，Cosmic Era（宇宙紀元）世界當中，最初的調整者喬治·葛倫（ジョージ・グレン）在木星探測船「ツィオルコフスキー」號上面搭載的外骨骼輔助動力宇宙服被當作機動戰士的起源。因此在戰爭開始之前很久，機動戰士就已經被廣為利用為產業用機械。
其後在P.L.A.N.T.與地球連合的對立當中，PLANT的軍事組織Z.A.F.T製作了第一台軍事化的機動戰士「基恩」（ジン），並在之後的戰鬥中展現了足以單機對抗3～5機MA的戰力（請注意SEED中MA的定義與宇宙世紀不同，詳見機動堡壘條目。）地球連合為了對抗也開始發展稱為「G兵器」的機動戰士系列。G兵器由於先期作業系統不成熟，所以無法讓自然人使用。在這之後的改良才能讓兩者幾乎對等的使用機動戰士。
在CE世界當中不止人型，也有四腳獸型的機動戰士存在，並且被認為在惡劣地形當中比起人型機動戰士或戰車等兵器具有更高的機動性。另外，在該世界觀當中就算是人型但是不具有步行能力的機動兵器也被分類為。

## 公曆紀元
在機動戰士GUNDAM 00正傳故事中，於公元2301年或更早的時間，世界各地政府已廣泛採用機動戰士作戰爭用途，當中包括可變機種。在能源方面，較早期的法統式、長鼻式仍是使用內燃機，後期的機種雖然沒有明確提及，但是在軌道電梯完成之後的機體，據信是使用氫或是微波傳送電力為能源。及至2301年，以科學家伊奧利亞·舒格堡於二百年前（約21世紀末）所提出有關GN粒子的理論作基礎，私設武裝組織「天人」開發的第一台GUNDAM－—GN-000 0 GUNDAM首次於中東國家庫爾吉斯戰場上空登場。
公元2307年，以E碳作裝甲及以GN粒子作為能源的GUNDAM已開發至第三世代。有別於其他國家的機動戰士，GUNDAM所使用的動力爐GN-Drive可持續產生綠色之GN粒子，使用GN粒子作能源的機動戰士能夠長時間作戰而不需作補給，也能利用GN粒子於火器，防禦，隱密，機動性及機體輕量化上。搭載此類GN動力爐的機動戰士均可發動粒子全面釋放系統Trans-AM，把GN動力爐內儲存的壓縮GN粒子於三分鍾內全部釋放，發動時機體性能可提升至平常之三倍。由於以上原因，當時世界上三大國家群幾乎沒有任何機動戰士能與GUNDAM對抗。
與原天人意見不合而分裂的另一派系天人則開發出釋放紅色GN粒子的擬似GN動力爐。因擬似GN動力爐無法持續產生GN粒子，搭載這類GN動力爐的機體無法像使用原型GN動力爐的機體那樣半永久的運作，其後必需補充GN粒子產。世界三大國家群於獲得此類GN動力爐後首次運用於GNX-603T厄運式，成功具備與GUNDAM不相伯仲的性能。
於公元2312年，擬似GN動力爐已被聯邦政府軍隊廣泛使用，有多種針對這種GN爐而開發的機動戰士，如GN-XIII厄運式III及GNX-704T先驅式（Ahead）等。天人幕後組織變革者也開發出數款應對不同戰鬥的宇宙戰用機動戰士。於稍後時間科學家比利．片桐成功把Trans-AM系統複製到搭載擬似GN動力爐的機動戰士上。
而由原天人開發的GN-0000 00 GUNDAM應用了伊奧利亞．舒格堡的雙動力爐系統（Twin Drive System）理論並搭載兩個GN動力爐。當系統能達至100℅同步並配合Trans-AM系統時兩個GN太陽爐能釋放多達七倍的GN粒子量。

## 先進紀元
GUNDAM AGE的A.G.（Advanced Generation＝先進世代），背景擁有過類似宇宙世紀的過去，不同的是一開始聯邦沒有禁止地球圈的太空居民獨立建國，所以沒有做成像一年戰爭的巨災，更沒有發生過像GUNDAM X的地球生態事實被毀滅的末世之戰。
但因為不同空域的太空居民點群間發生了大戰，使用機動戰士的戰爭並波及地球，稱為舊國家戰爭（Colony Nations' War），最後地球圈被地球聯邦統一和簽定了銀之杯條約（Treaty of Silver Chalice），而統一的關鍵是聯邦出現了稱為高達的高性能機動戰士，更有人稱其為救世主。而高達正是三代主角所屬的明日野家先人所開發的，家族傳承了其相關的科技知識，高達是作一個品牌的存在。
而之後改元A.G.，地球聯邦禁止生產作戰用MS和報廢很多相關的技術，只容許生產的民用MS，而大型的MS軍工企業都被解散，以後改稱為工房的中小型廠家，包括了明日野的工房，如明日野家正是開發高達的著名工程師的後代。又分為比賽用的競技機MOBLIE SPORTS，作業用的MOBLIE STANDARD，保安用的MOBLIE SECURITY(擁有一定的重型武器，但威力只足破壞汽車等)等三種發展方向。，直到UE(即火星Vagan軍)出現才再度武裝起來。
Vagan軍因為火星未經過舊國家戰爭，所以沒受到上述的限制，而且拾獲不少漂流的舊國家戰爭時的殘骸(EXA-BD)所以技術比較先進，並因為人口較少偏向精英主義才有量產型的X-ROUNDER(譯作極能者或X巡遊者的，相當於宇宙世紀所說的新類型人)專用機。但基型卻是以似龍或恐龍造型，使用尾巴的設計所以很容易平衡的作業機的構造，以稱為維根機兵的早期機體開始，並以無人機動戰士對地球首先進攻。

## 復興紀元
高達G之復興的時代，在TURN A前地球另一大陸上。太空居民雖然協助重建，但嚴禁提供新科技而引起地球居民反抗。和GX或 TURN A同樣，所用的機動戰士大多數是舊品。

## 戰後（P.D.）紀元
在機動戰士鋼彈 鐵血孤兒的世界觀裡，機動裝甲要早於機動戰士出現，但因為過度的軍備競賽導致MA（機動裝甲），被發展無人駕駛全自動的人工智慧的機器，並變成了專門屠殺人類的瘋狂兵器，而MS（機動戰士）則是為了擊潰MA而開發出來的兵器，「厄祭戰爭」就此爆發。最後戰爭的結果是MA幾乎全數殲滅，但地球的文明社會也已經受到毀滅性的重創，共造成四分之一的總人口死亡。隨後「末日號角」頒布的《梵格爾夫宣言》，使得行星之間對地球圈的破壞終於得以停止。時值P.D.323年，MS已經作為一種常態性的軍事武力而普及化。
在戰後紀元的機動兵器統一是以名為「亞哈動力爐」的特殊相轉移爐作為主要動力機關。這種動力爐擁有相當優秀的能源輸出，一台MS的動力爐就足以供給一個設施的電量，並且本身也具有幾乎不可能以物理方式破壞的強度。每一個亞哈動力爐都有固定的波長，因此可以透過解析探測到的波長來辨識機體。
一般鋼彈作品裡的MS裝甲強度所給予的防禦力通常都十分有限，但戰後紀元的MS與之相比可謂擁有令人難以置信的堅固程度。首先，構成骨架及裝甲的高硬度金屬本身擁有的強度難以用普通手段破壞，而且還具備能抵抗數百年歲月侵蝕的驚人耐久度，也因此在戰後紀元中亦不乏有使用300多年前厄祭戰爭時代製造的機種的例子。而除了高強度的骨架及裝甲外，通常裝甲表面還會施以「奈米積層裝甲」的處裡，不只有極強大的對光束武器的防禦力，面對實彈射擊也能平均分散掉裝甲表面的衝擊。也因此，在戰後紀元的時代MS主要是以近距離的肉搏戰為主流。而另一個和一般鋼彈作品不同的是因為奈米積層裝甲的對光束防禦力，導致在戰後紀元的軍事技術體系中光束武器完全絕跡，而是以各式實體格鬥武裝和實彈槍成MS的攜行武器，其中更不乏許多具備優秀打擊能力的重型質量武器。
在戰後紀元的時代，MS通常會根據使用的骨架不同而有所分別，而在所有MS骨架類別中，尤以搭載兩個亞哈動力爐、紀錄上僅生產72架的「鋼彈骨架」最為稀有。

## 星元AS
水星的魔女像GX的太空居民勝利和地球殘破的世界觀，并且從太空居民觀點出發，而太空居民點不稱為殖民地而是フロントfront(前沿)，即站在人類的前沿。沒有說機動戰士的起源，相信和宇宙世紀或X與 AGE等相似。而故事各太空居民國家間為了之間避免全面性戰爭，採用了較疏離的方式交往，但共同佔領和壓逼淪為殖民地的地球。而決鬥的風氣也盛行於軍校間，經常僱傭生產機動戰士的企業和相關防務企業，在包括地球上從事代理人戰爭。

## 外部連結
- （日語）Gundam Perfect Web日本機動戰士官方網站 （页面存档备份，存于）
- （中文）Gundam World Web香港機動戰士官方網站